# Höckernattern
Die Höckernattern (Xenodermidae) sind eine in Süd- und Südostasien, China, Japan und Taiwan vorkommende Schlangenfamilie.

## Merkmale
Höckernattern sind klein und erreichen im Allgemeinen nicht einmal eine Länge von einem halben Meter. Ihre Beschuppung ist heterogen. Zwischen winzigen, länglichen Höckerschuppen finden sich teilweise noch Reihen größerer gekielter Tuberkel. Die Hinterränder ihrer Lippenschuppen (Scutum supralabiale und Scutum sublabiale) sind aufgekrempelt, ihre Schwanzschuppen sind einfach. Die Rückenwirbel besitzen besonders geformte, tischförmige Dornfortsätze. Höckernattern ernähren sich vor allem von wirbellosen Tieren, wie Regenwürmer und Nacktschnecken.

## Systematik

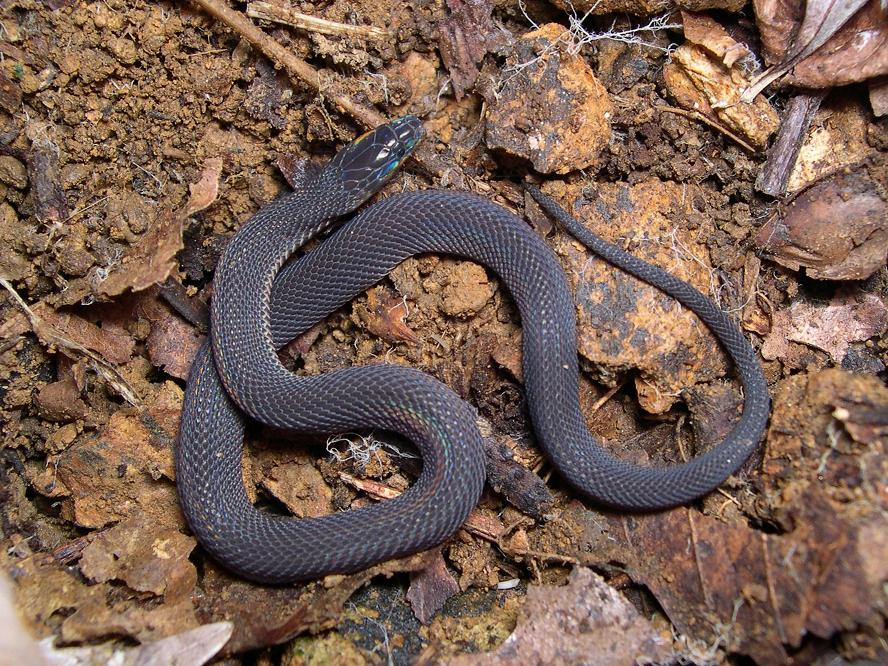
Achalinus spilanus

Die Höckernattern gehörten ursprünglich als Unterfamilie zur großen, ursprünglich paraphyletischen Familie der Nattern (Colubridae), gelten heute jedoch als eigenständig. Sie sind die basalste Familie in der Gruppe der Nattern- und Vipernartigen. Ihre Schwestergruppe ist eine große Klade aus mehr als zehn Familien, zu der unter anderem die Nattern, die Giftnattern (Elapidae) und die Vipern (Viperidae) gehören.
|  | Wassertrugnattern (Homalopsidae)                                                                                        |
|  | |
|  | \| \| Elapoidea (Giftnattern (Elapidae) und Verwandte) \| \| \| \| \| \| Colubroidea (Nattern (Colubridae)) \| \| \| \| |
|  | |
|  | Elapoidea (Giftnattern (Elapidae) und Verwandte)                                                                        |
|  | |
|  | Colubroidea (Nattern (Colubridae))                                                                                      |
|  | |

|  | Elapoidea (Giftnattern (Elapidae) und Verwandte) |
|  |                                                  |
|  | Colubroidea (Nattern (Colubridae))               |
|  |                                                  |

|  | Wassertrugnattern (Homalopsidae)                                                                                        |
|  | |
|  | \| \| Elapoidea (Giftnattern (Elapidae) und Verwandte) \| \| \| \| \| \| Colubroidea (Nattern (Colubridae)) \| \| \| \| |
|  | |
|  | Elapoidea (Giftnattern (Elapidae) und Verwandte)                                                                        |
|  | |
|  | Colubroidea (Nattern (Colubridae))                                                                                      |
|  | |

|  | Elapoidea (Giftnattern (Elapidae) und Verwandte) |
|  |                                                  |
|  | Colubroidea (Nattern (Colubridae))               |
|  |                                                  |

|  | Wassertrugnattern (Homalopsidae)                                                                                        |
|  | |
|  | \| \| Elapoidea (Giftnattern (Elapidae) und Verwandte) \| \| \| \| \| \| Colubroidea (Nattern (Colubridae)) \| \| \| \| |
|  | |
|  | Elapoidea (Giftnattern (Elapidae) und Verwandte)                                                                        |
|  | |
|  | Colubroidea (Nattern (Colubridae))                                                                                      |
|  | |

|  | Elapoidea (Giftnattern (Elapidae) und Verwandte) |
|  |                                                  |
|  | Colubroidea (Nattern (Colubridae))               |
|  |                                                  |

|  | Wassertrugnattern (Homalopsidae)                                                                                        |
|  | |
|  | \| \| Elapoidea (Giftnattern (Elapidae) und Verwandte) \| \| \| \| \| \| Colubroidea (Nattern (Colubridae)) \| \| \| \| |
|  | |
|  | Elapoidea (Giftnattern (Elapidae) und Verwandte)                                                                        |
|  | |
|  | Colubroidea (Nattern (Colubridae))                                                                                      |
|  | |

|  | Elapoidea (Giftnattern (Elapidae) und Verwandte) |
|  |                                                  |
|  | Colubroidea (Nattern (Colubridae))               |
|  |                                                  |

|  | Wassertrugnattern (Homalopsidae)                                                                                        |
|  | |
|  | \| \| Elapoidea (Giftnattern (Elapidae) und Verwandte) \| \| \| \| \| \| Colubroidea (Nattern (Colubridae)) \| \| \| \| |
|  | |
|  | Elapoidea (Giftnattern (Elapidae) und Verwandte)                                                                        |
|  | |
|  | Colubroidea (Nattern (Colubridae))                                                                                      |
|  | |

|  | Elapoidea (Giftnattern (Elapidae) und Verwandte) |
|  |                                                  |
|  | Colubroidea (Nattern (Colubridae))               |
|  |                                                  |

|  | Wassertrugnattern (Homalopsidae)                                                                                        |
|  | |
|  | \| \| Elapoidea (Giftnattern (Elapidae) und Verwandte) \| \| \| \| \| \| Colubroidea (Nattern (Colubridae)) \| \| \| \| |
|  | |
|  | Elapoidea (Giftnattern (Elapidae) und Verwandte)                                                                        |
|  | |
|  | Colubroidea (Nattern (Colubridae))                                                                                      |
|  | |

|  | Elapoidea (Giftnattern (Elapidae) und Verwandte) |
|  |                                                  |
|  | Colubroidea (Nattern (Colubridae))               |
|  |                                                  |

|  | Wassertrugnattern (Homalopsidae)                                                                                        |
|  | |
|  | \| \| Elapoidea (Giftnattern (Elapidae) und Verwandte) \| \| \| \| \| \| Colubroidea (Nattern (Colubridae)) \| \| \| \| |
|  | |
|  | Elapoidea (Giftnattern (Elapidae) und Verwandte)                                                                        |
|  | |
|  | Colubroidea (Nattern (Colubridae))                                                                                      |
|  | |

|  | Elapoidea (Giftnattern (Elapidae) und Verwandte) |
|  |                                                  |
|  | Colubroidea (Nattern (Colubridae))               |
|  |                                                  |

|  | Wassertrugnattern (Homalopsidae)                                                                                        |
|  | |
|  | \| \| Elapoidea (Giftnattern (Elapidae) und Verwandte) \| \| \| \| \| \| Colubroidea (Nattern (Colubridae)) \| \| \| \| |
|  | |
|  | Elapoidea (Giftnattern (Elapidae) und Verwandte)                                                                        |
|  | |
|  | Colubroidea (Nattern (Colubridae))                                                                                      |
|  | |

|  | Elapoidea (Giftnattern (Elapidae) und Verwandte) |
|  |                                                  |
|  | Colubroidea (Nattern (Colubridae))               |
|  |                                                  |

## Gattungen und Arten

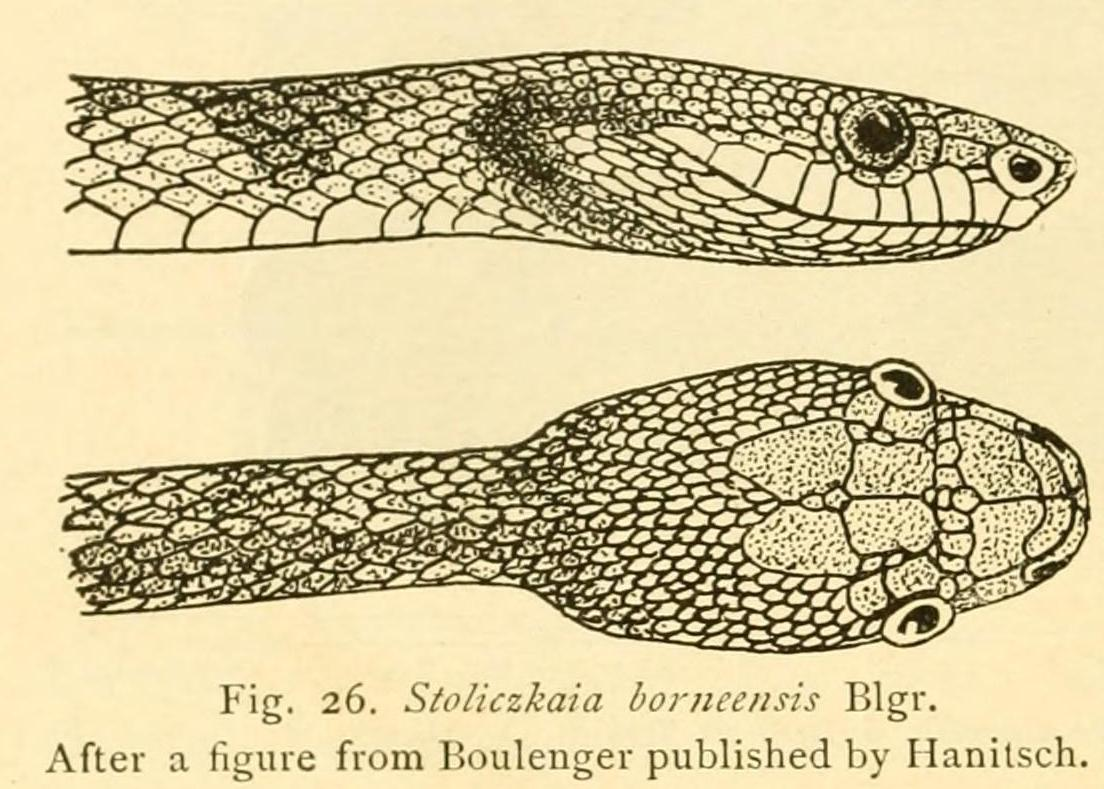
Stoliczkia borneensis

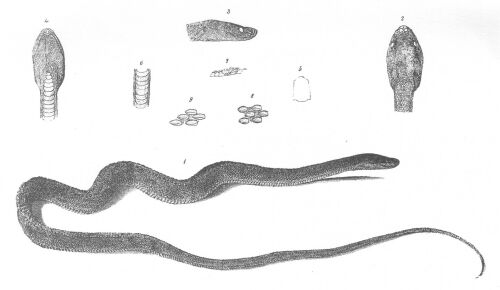
Xenodermus javanicus

Insgesamt gehören nach der Reptile Database 30 rezente Arten zu den Höckernattern (Stand Dezember 2022):
- Achalinus  Peters, 1869 – 22 Arten
- Fimbrios Smith, 1921
  - Fimbrios klossi  Smith, 1920
  - Fimbrios smithi  Ziegler, David, Miralles, van Kien & Truong, 2008
- Parafimbrios Teynié et al., 2015
  - Parafimbrios lao[1] Teynié et al., 2015[4]
  - Parafimbrios vietnamensis Ziegler, Ngo, Pham, Nguyen, Le & Nguyen, 2018
- Paraxenodermus
  - Paraxenodermus borneensis (Boulenger, 1899)
- Stoliczkia Jerdon, 1870
  - Stoliczkia borneensis Boulenger, 1899
  - Stoliczkia khasiensis Jerdon, 1870
- Xenodermus Reinhardt, 1836.
  - Xenodermus javanicus Reinhardt, 1836

Die Gattung Xylophis, die früher zu den Xenodermidae gehörte, bildet jetzt die Unterfamilie Xylophiinae innerhalb der Familie Pareidae.